# エリック・フィッシュル
エリック・フィッシュル（Eric Fischl、1948年3月9日 - ）は、アメリカ合衆国の画家、彫刻家、版画家。ニューヨーク市で生まれ、ロングアイランドで育った。アリゾナ州立大学、カリフォルニア芸術大学で芸術を学ぶ。現在はトライベッカに居住している。